# Lydia Vandenbergh
Lydia Kathleen Vandenbergh (* 2. Januar 1984 in Rochester) ist eine US-amerikanische Fußballspielerin.

## Karriere
Nach ihrem Studium an der Clemson University begann Vandenbergh ihre Profikarriere bei den Charlotte Lady Eagles, sowie den brasilianischen Clubs FC Santos und ACE Kurdana, ehe sie im Jahr 2007 nach Australien zum Sydney FC wechselte.
Zur Saison 2009 wurde Vandenbergh von der WPS-Franchise Saint Louis Athletica unter Vertrag genommen, jedoch noch vor Saisonbeginn an den Ligakonkurrenten Chicago Red Stars abgegeben. Dort spielte sie in den Jahren 2009 und 2010, dazwischen machte sie einen mehrmonatigen Abstecher zum australischen W-League-Teilnehmer Central Coast Mariners. In der Folge wechselte Vandenbergh erneut in die australische W-League zum Sydney FC und verbrachte dort eine Spielzeit, ehe sie in der Saison 2011 für den WPS-Teilnehmer magicJack auflief.
Das Jahr 2012 verbrachte sie beim dänischen Erstligisten Fortuna Hjørring, bei dem in diesem Zeitraum auch ihre Landsfrauen Casey Ramirez und Tiffany Weimer unter Vertrag standen. Im März 2013 wurde Vandenbergh als sogenannter Discovery Player von der neugegründeten NWSL-Franchise der Red Stars verpflichtet und gab ihr Ligadebüt am 14. April 2013 gegen den Seattle Reign FC. Im Mai 2014 wechselte sie zum W-League-Teilnehmer Carolina Elite Cobras.
Derzeit arbeitet Vandenbergh als Trainerin am Warren Wilson College in Swannanoa.